# Nowotwór dysembrioplastyczny neuroepitelialny

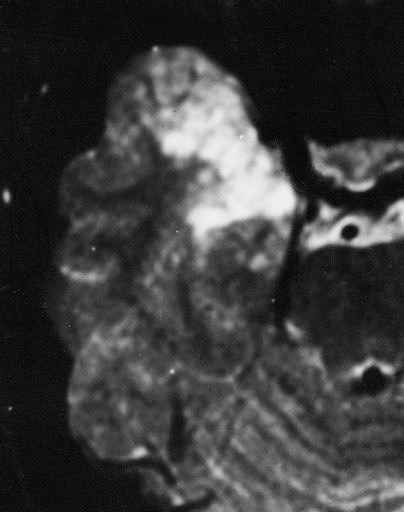
Obraz MR T_{2}-zależny guza typu DNET w płacie skroniowym

Dysembrioplastyczny nowotwór neuroepitelialny (ang. dysembryoplastic neuroepithelial tumor, DNET, DNT) – nadnamiotowy mieszany, glejowo-neuronalny łagodny nowotworowy guz mózgu, charakteryzujący się rozrostem ograniczonym do kory mózgowej i spotykany przede wszystkim przed 20. rokiem życia. Jest guzem o niskiej złośliwości (I° według WHO).

## Historia
Ten typ guza opisała Catherine Daumas-Duport i wsp. w 1988 roku. Prawdopodobnie pierwszym który opisał DNT był jednak Cavanagh w 1958 roku, który mylnie rozpoznał go jako zmianę hamartomatyczną.

## Epidemiologia
DNT jest dość rzadkim guzem. Szacuje się, że stanowi mniej niż 1% nowotworów neuroepitelialnych. Rozpoznawany jest przede wszystkim u dzieci, zwłaszcza w ośrodkach neurochirurgicznych zajmujących się leczeniem padaczki. Opisano przypadki DNT w przebiegu nerwiakowłókniakowatości typu 1.

## Etiologia
Według Daumasa-Dauporta guz nie jest jedną jednostką patologiczno-kliniczną, ale obejmuje spektrum zaburzeń. Metody cytogenetyczne nie wykazały związku określonych nieprawidłowości molekularnych z tym typem rozrostu. Niekiedy powraca się do pierwotnej koncepcji Cavanagha hamartomatycznego charakteru DNT- przemawiają za tym przede wszystkim często obecne w sąsiadującej korze zmiany dysplastyczne, a także wyjątkowo łagodny i przewlekły charakter choroby (opisywano DNT u 75-letniego chorego z ponadsześćdziesięcioletnim wywiadem w kierunku padaczki).
Istnieją teorie, według których punktem wyjścia guza miałaby być wtórna warstwa rozrodcza (secondary germinal layer) obejmująca zakręt zębaty, podoponową i podwyściółkową warstwę rozrodczą oraz zewnętrzną warstwę ziarnistą móżdżku. Inni uważają, że DNT tworzy spektrum neuronalnych nowotworów drobnokomórkowych z nerwiakiem komórkowym ośrodkowym (neurocytoma) i nerwiakiem zarodkowym (neuroblastoma).

## Objawy i przebieg
Dominującym objawem są zazwyczaj lekooporne napady padaczkowe. Niemal zawsze wynik badania EEG jest nieprawidłowy.

### Badania neuroobrazowe
Tomografia komputerowa uwidacznia ognisko hipodensyjne, w 20-36% przypadków ze zwapnieniami. W tomografii komputerowej guz nie zawsze jest widoczny, a najpewniejszą metodą obrazowania guza jest MRI. W MRI guz jest hipointensywny w obrazach T1-zależnych, znacznie hiperintensywny w obrazach T2-zależnych, a i izo- lub hipointensywny w sekwencji FLAIR. Rzadko obserwuje się wzmocnienie kontrastowe.

### Obraz histologiczny

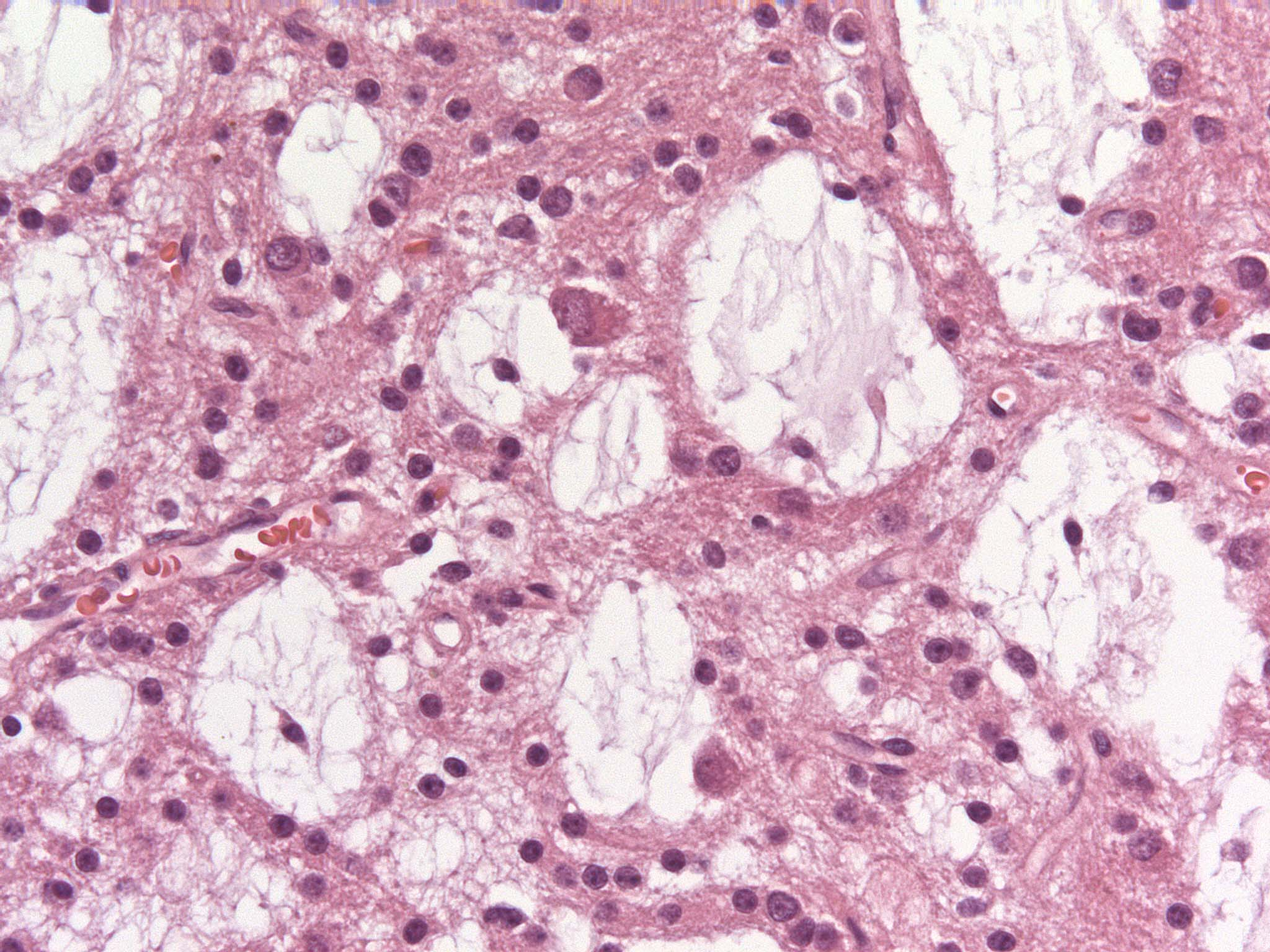
Obraz histologiczny guza DNET, barwienie H-E

Histologicznie stwierdza się obecność mnogich guzków ograniczonych do kory mózgowej, zbudowanych z komórek przypominających oligodendrocyty (ang. oligodendrocyte-like cells, OGC).

### Profil immunohistochemiczny
OLC dają dodatnią reakcję na białko S-100 i ujemną na GFAP. Komórki neuronalne są synaptofizynododatnie, a komórki glejowe GFAP-dodatnie. Ekspresja antygenu Ki-67 dotyczy mniej niż 1% komórek.

### Ultrastruktura
Ultrastrukturalnie komórki guza przypominają oligodendrocyty i mają cechy zróżnicowania neuronalnego. Widoczne są okrągłe jądra, pofałdowane (niekiedy), z wyraźnym jąderkiem, wypustki przypominające neuryty, obszary specjalizacji synaptycznej, liczne polimorficzne pęcherzyki z gęstym elektronowo rdzeniem, jasne pęcherzyki synaptyczne, równolegle ułożone mikrotubule, typowe zakończenia aksonalne, filamenty pośrednie (bardzo rzadko, mogą świadczyć o różnicowaniu w kierunku astrocytarnym), koncentryczne skupiska lamelli (wskazują na zróżnicowanie oligodendroglejowe). Opisywano warstwowe pasmowate struktury przypominające mielinę, otaczające pojedyncze komórki guza; obraz przypomina nieprawidłową mielinizację komórek o zróżnicowaniu neuronalnym w PNET.

## Rozpoznanie
Kryteria rozpoznania DNET według Daumasa-Duporta to:
- Objawy kliniczne:
  1. Długotrwałe, częściowe napady skroniowe w młodym wieku
  2. Wykluczenie innych przyczyn neurologicznych lub stabilny stan w przypadku zaburzeń wrodzonych
  3. Prawidłowa inteligencja
  4. Wykluczenie fakomatoz
- Morfologia guza:
  1. Korowe umiejscowienie zmiany
  2. Wieloguzkowa budowa, ogniska przypominające gwiaździaka, skąpodrzewiaka lub guzy mieszane
  3. Obecne elementy glioneuronalne.

### Różnicowanie
W diagnostyce różnicowej DNET należy uwzględnić:
- skąpodrzewiaka
- glejakozwojaka
- zwojaka.

## Leczenie i rokowanie
Leczenie polega na chirurgicznej resekcji guza (lezjonektomia). Rokowanie oceniane jest jako bardzo dobre, nawet w przypadku niedoszczętności zabiegu.